# Basseux
Basseux ist eine französische Gemeinde mit 131 Einwohnern (Stand 1. Januar 2022) Département Pas-de-Calais in der Region Hauts-de-France. Sie gehört zum Arrondissement Arras und zum Kanton Avesnes-le-Comte.

## Lage
Die Gemeinde Basseux liegt zwölf Kilometer südwestlich von Arras. Nachbargemeinden von Basseux sind Beaumetz-lès-Loges im Norden,  Rivière im Osten und Südosten, Bailleulval im Südwesten und Westen sowie Monchiet im Nordwesten. Das Gemeindegebiet wird vom Flüsschen Crinchon durchquert.

## Bevölkerungsentwicklung
| Jahr                       | 1962 | 1968 | 1975 | 1982 | 1990 | 1999 | 2006 | 2012 | 2022 |
| Einwohner                  | 107  | 112  | 126  | 129  | 158  | 149  | 146  | 137  | 131  |
| Quellen: Cassini und INSEE |      |      |      |      |      |      |      |      |      |

## Sehenswürdigkeiten
- Kirche Notre-Dame aus dem 12. Jahrhundert
- britischer Soldatenfriedhof

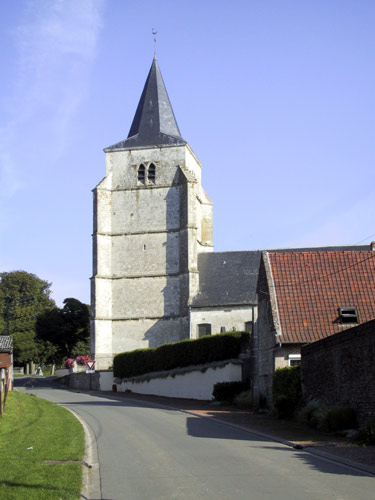
Kirche Notre-Dame
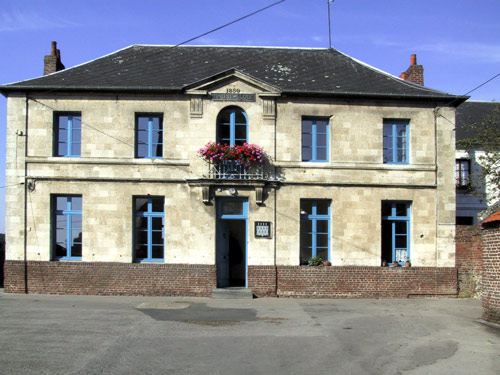
Mairie
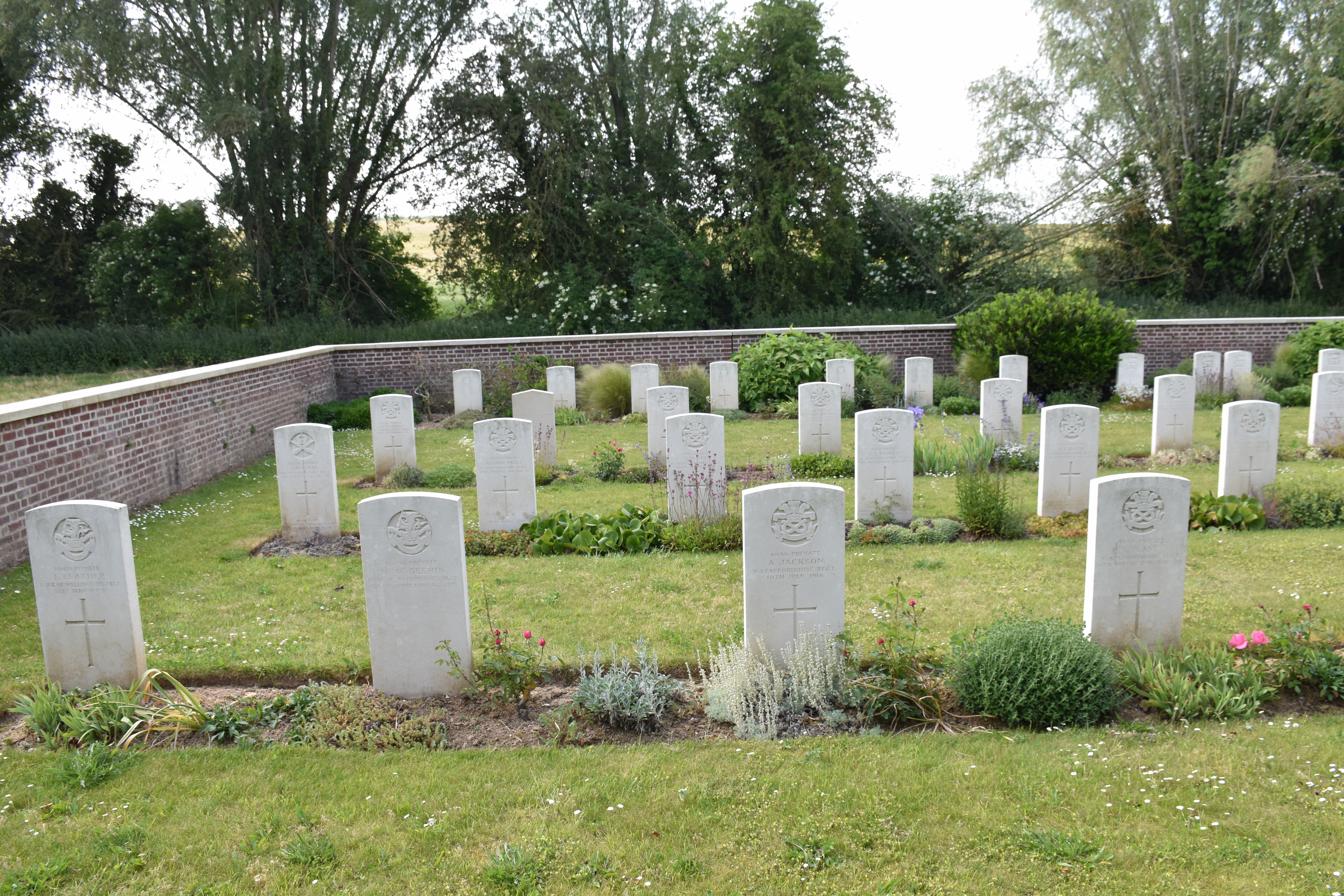
Britischer Soldatenfriedhof
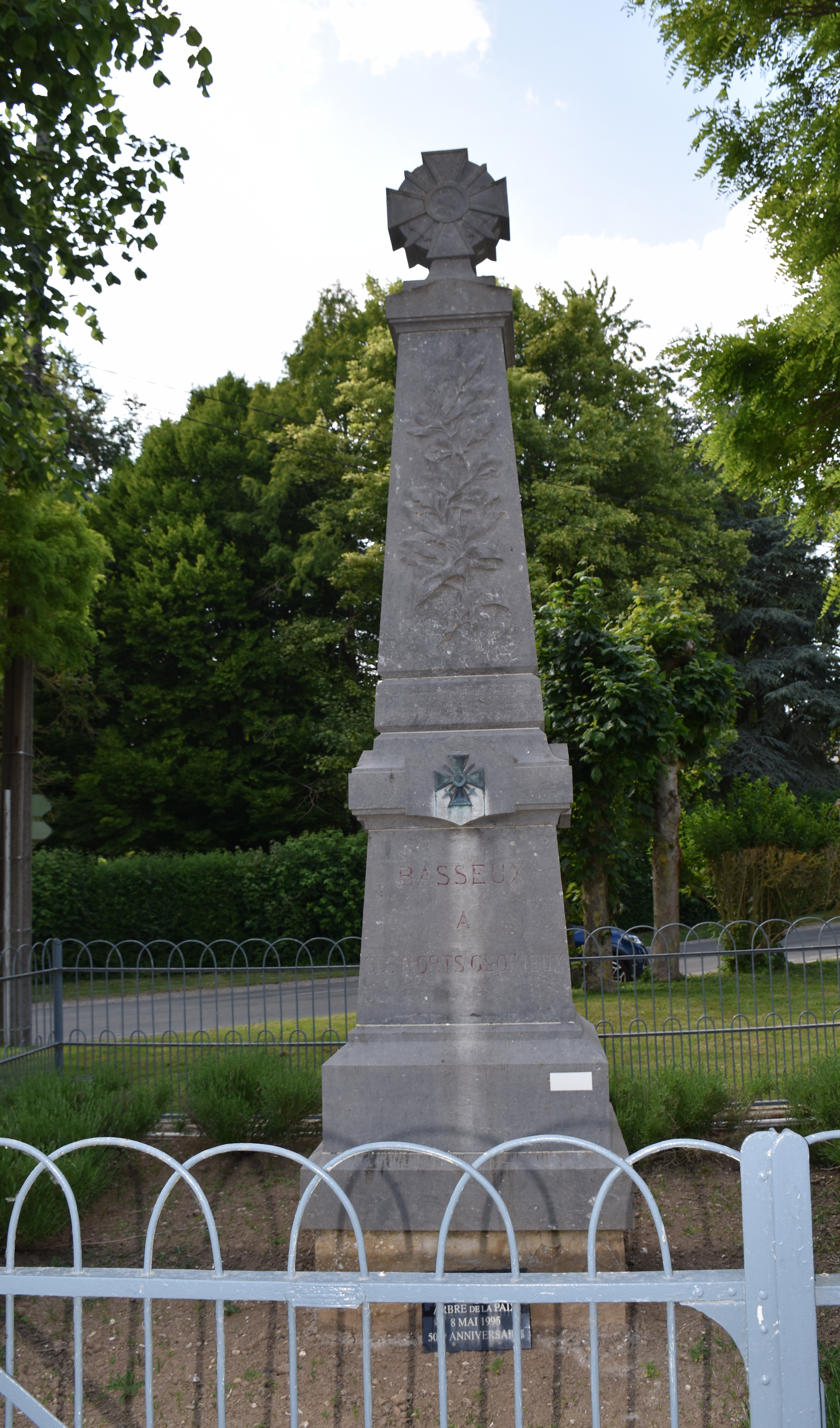
Gefallenendenkmal